# محسن یلفانی
محسن یلفانی، متولّد خرداد ۱۳۲٢ در همدان،  نمایشنامه‌نویس ایرانی‌الاصل است.

## سرگذشت
یلفانی در همدان زاده شد و دوران کودکی و دبستان و دبیرستان را در این شهر گذراند.
از همان سال‌های اول مدرسه از طریق نزدیکان و خویشانی که در جریان نهضت ملی شدن نفت و تشدید فعالیت حزب توده به مبارزهٔ سیاسی کشیده شده بودند، با اولین تاًثیرات کشمکش‌ها و تلاطم‌های اجتماعی آشنا شد و طعم تلخ ستم اجتماعی و استبداد سیاسی را چشید.
فضای فقرزده، کسالت بار و کسادی اقتصادی و فرهنگی حاکم بر شهر همدان، یلفانی را در پی مَفّری برای تنفس و رهائی به سوی کتاب و سینما و تئاتر سوق داد، که از آنها تنها نمودها و نمونه‌های بدوی و خامی در اختیارش بود.
در میانه‌سالی به فرانسه کوچید و راننده تاکسی شد. ولی به نویسندگی هم ادامه داد.

## زندگی ادبی
در سال ۱۳۳۹ همراه با خانواده‌اش به سنندج رفت و سال آخر دبیرستان را در این شهر گذراند و با آنکه تا آن زمان نه تئاتر درست و حسابی ای دیده بود و نه نمایشنامهٔ جدی ای خوانده بود، چند نمایشنامه نوشت و آنها را در سالن تئاتر مدرسه اجرا کرد.
در سال ۱۳۴۰ به تهران رفت و همزمان با تحصیل در دانشسرای عالی به نحو جدی تری به تئاتر پرداخت. در هنرکدهٔ آناهیتا متعلق به اسکوئی‌ها نام‌نویسی کرد، نمایشنامهٔ چهارپرده‌ای دیگری برای همان مسابقه فرستاد و جایزه برد (این نمایشنامه در سال ۱۳۴۶ به کارگردانی عباس مغفوریان در تئاتر سنگلج اجرا شد).
او چند نمایشنامهٔ تک پرده‌ای نوشت که در کتاب هفته به چاپ رسیدند و به کارگردانی خلیل موحد دیلمقانی و با بازیگری جمشید مشایخی و عزت‌الله انتظامی و پرویز فنی زاده در تلویزیون ایران نمایش داده شدند.
یلفانی در سال ۱۳۴۳ به خدمت وزارت آموزش و پرورش درآمد و رهسپار سلماس (شاهپور) شد. سپس خدمت سربازی را در شیراز و چهل دختر انجام داد. مدت کوتاهی هم در رشت کار معلمی را از سر گرفت.
در سال ۱۳۴۹ نمایشنامه آموزگاران را نوشت که به کارگردانی دوست و همکارش سعید سلطانپور در تهران به روی صحنه برده شد.
نمایش آموزگاران بعد از ده شب با دخالت ساواک متوقف شد و سلطانپور و یلفانی دستگیر شدند و سه ماه در زندان ماندند. از این پس نوشته‌های یلفانی ممنوع شدند و او دیگر امکان انتشار یا اجرای آثار معدود خود را به دست نیاورد.
از جمله، نمایشنامهٔ دوندة تنها که در سال ۱۳۵۲ نوشته و چاپ شده بود، منتشر نشد و فقط در سال ۱۳۵۸ بود که در تئاتر شهر به کارگردانی هوشنگ توکلی به اجرا درآمد.
یلفانی پس از آزادی، به علت مخالفت ساواک با ادامهٔ کارش در آموزش و پرورش، به عنوان مترجم در خبرگزاری تلویزیون ملی به کار پرداخت. در سال ۱۳۵۱ در اجرای نمایشنامهٔ چهره‌های سیمون ماشار نوشتهٔ برتولت برشت با سلطانپور همکاری داشت. سال بعد کار ترجمه در تلویزیون را رها کرد و مدت شش ماه در انگلستان گذراند.
در بازگشت از این سفر همکاری با انجمن تئاتر ایران را (که از سال‌ها پیش بوسیلهٔ ناصر رحمانی نژاد و سلطانپور تاًسیس شده بود) از سر گرفت و به هنگام تمرین نمایش خرده بورژواها اثر ماکسیم گورکی بار دیگر، همراه با تمامی همکاران و یاران انجمن تئاتر ایران دستگیر شد و این بار به چهار سال حبس محکوم گردید که در زندان‌های کمیته مشترک ضد خرابکاری، قصر و اوین گذشت...
محسن یلفانی در زندان نمایشنامهٔ تک پرده‌ای «در ساحل» را نوشت و کتاب «پرورش صدا و بیان هنرپیشه» را از «سیسیلی بری» ترجمه کرد.
نویسنده نمایشنامه آموزگاران، «سینمای شوروی و انقلاب اکتبر» نوشته «هاوارد لاوسن» را هم به فارسی ترجمه کرده‌است.
در آبان ماه ۱۳۵۷ یلفانی همراه با بیش از هزار نفر از زندانیان سیاسی آزاد شد و از این پس بیشترین وقت خود را صرف همکاری با کانون نویسندگان ایران کرد و دو بار (۱۳۵۸ و ۱۳۶۰) به عضویت هیئت دبیران آن انتخاب شد. چند سال پس از انقلاب همچنین به همکاری با نشریات گوناگون، از جمله با «کتاب جمعه» و با تحریریهٔ «اندیشهٔ آزاد» و «انتقاد کتاب» گذشت.
در ۱۳۶۰ کانون نویسندگان مورد هجوم باندهای چماق کش و ماًموران امنیتی حکومت اسلامی قرار گرفت و بسته شد.
در سال ۱۳۶۱ یلفانی مخفیانه از ایران خارج شد و به عنوان پناهنده سیاسی در فرانسه اقامت گزید. حاصل این دوران طولانی تبعید، چند نمایشنامهٔ تک پرده‌ای، دو نمایشنامهٔ چند پرده‌ای، یک سناریو، و تعدادی مقاله و نیز همکاری با نشریهٔ «چشم‌انداز» است.
تقریباً تمام این نمایشنامه‌ها بوسیلهٔ «تینوش نظم جو» به زبان فرانسوی ترجمه شده و سه تا از آنها در سال ۲۰۰۲ م. در پاریس به اجرا درآمده‌اند.
یلفانی در دو سه سال اول تبعید دو نمایشنامهٔ دیگر هم بر اساس ماجراهای حاجی فیروز و عمو نوروز در تبعید نوشت که هر دو به کارگردانی ناصر رحمانی نژاد در پاریس اجرا شدند.
انتظار سحر<ref>در نمایش «انتظار سحر»، حاجی فیروز بالای سر نوروز می‌ایستد. دایره می‌زند و می‌رقصد و زیر لب ترانهٔ مشهورش را می‌خواند.
نوروز غلت می‌زند. پشت اش را به او می‌کند و پلاس اش را بر سر می‌کشد. فیروز یکی- دوبار به روی نوروز خم می‌شود و دایره زنگی اش را به گوش او نزدیک می‌کند- گویی قصد بیدار کردن او را دارد.

## آثار
- آموزگاران
- در ساحل
- ملاقات
- دونده تنها
- مرد متوسط
- قوی‌تر از شب
- بن‌بست
- در آخرین تحلیل
- در یک خانواده ایرانی
- انتظار سحر
- یک مهمان چند روزه